# Aculepeira ceropegia
Aculepeira ceropegia este o specie de păianjen araneomorf din familia Araneidae.

## Etimologie
Numele speciei provine din limba greacă: κηρός (cerós) - „ceară” și πηγή (peghé) - „sursă”, „izvor de ceară”, referindu-se la modelului desenului alb de pe opistosomă.

## Morfologie

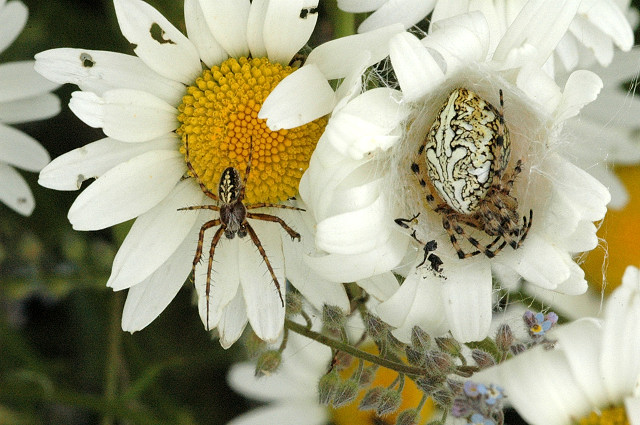
Dimorfism sexual, la stânga - mascul, la dreapta - femelă

Lungimea corpului la masculi variază între 6,2-6,8 mm; opistosoma măsoară 3,26-3,3 mm în lungime și 2,4-2,54 mm în lățime. Corpul femelelor are lungimea de 11,4-14,4 mm; opistosoma măsoară 3,78-4,63 mm lungime și 2,94-4,01 mm lățime.
Culoarea de fundal al speciei diferă de la galben pal până la maro. Pe partea dorsală a opistosomei este un model alb în formă de frunză de stejar, cu marginea marcă de linie neagră. Prezintă și linii ondulate de culoare neagră sau maronie. Prosoma este acoperită cu perișori negri și albi. 

## Etologie
Preferă să locuiască în pajiști, unde își construiește pânza rotundă printre fire înalte ale plantelor ierboase. În centrul pânzei formează o regiune de formă concavă, alcătuită din fire de mătase, relativ, groase și dense, aici păianjenul se află în timpul repausului. Când se simte amenințat, se desprinde de pânză și cade în iarbă, asigurându-se cu un fir de mătase pentru a reveni înapoi pe pânză.

## Areal
Aculepeira ceropegia este răspândită în Europa, Turcia, Caucaz, Rusia (din partea europeană până în Siberia de Vest), Kazahstan, posibil, și în Iran.